# Evangelische Pfarrkirche Münchenreuth

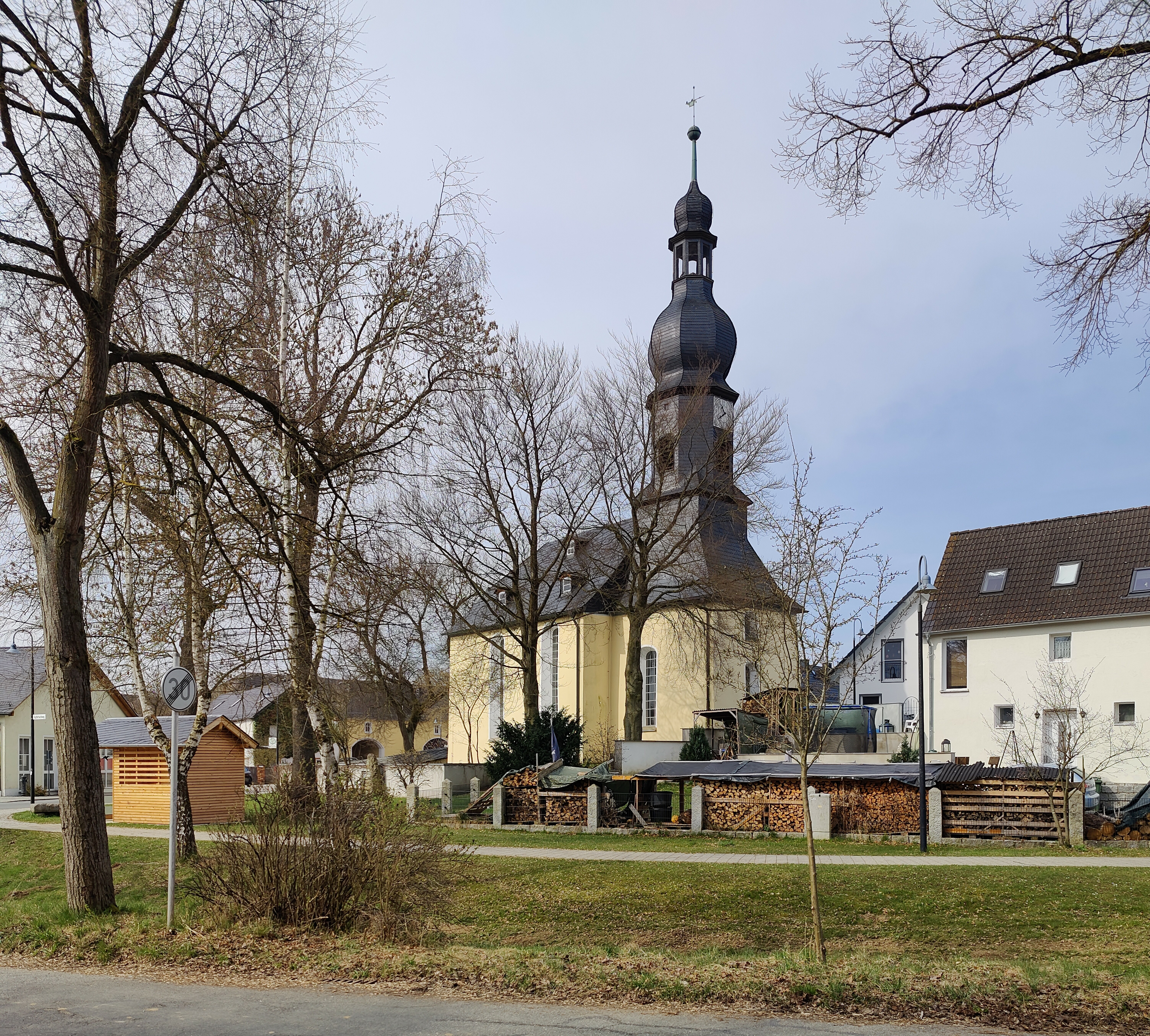
Pfarrkirche

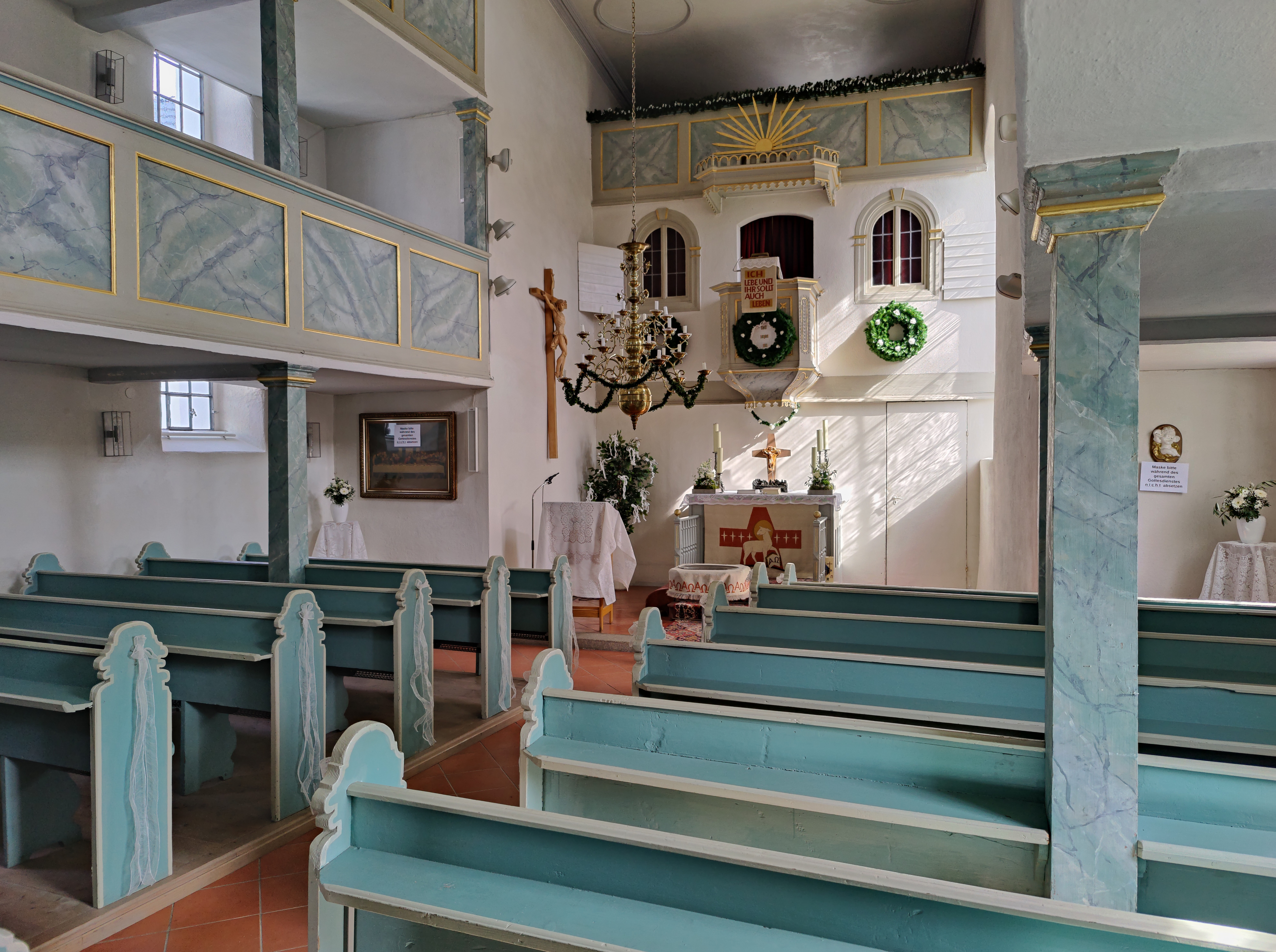
Innenraum (2022)

Die evangelische Pfarrkirche steht in Münchenreuth, einem Gemeindeteil von Feilitzsch im oberfränkischen Landkreis Hof in Bayern. Das denkmalgeschützte Bauwerk entstand Ende des 18. Jahrhunderts. Die Kirchengemeinde gehört zur Pfarrei Töpen im Dekanat Hof im Kirchenkreis Bayreuth der Evangelisch-Lutherischen Kirche in Bayern.

## Beschreibung
Die 1795/97 gebaute Saalkirche besteht aus einem Langhaus aus zwei Jochen, das mit einem Satteldach bedeckt ist, das einen Krüppelwalm an der Südseite hat. Aus dem Dach des Chorturms im Norden erhebt sich ein Dachreiter, dessen oberes Geschoss die Turmuhr und den Glockenstuhl beherbergt, und mit einer Welschen Haube bedeckt ist. 
Die Orgel mit acht Registern auf zwei Manualen und Pedal wurde 1910 von Johannes Strebel gebaut.